# Presbytère de Pondaurat
Le presbytère de Pondaurat est un bâtiment à vocation ecclésiastique catholique situé dans le département français de la Gironde, sur la commune de Pondaurat.

## Localisation
Le presbytère se trouve dans le cœur du village, accolé au sud-ouest de l'église Saint-Antoine et le long de la Bassanne, sur le côté est de la route départementale D12 qui mène, vers le sud, à Savignac.

## Historique
Le presbytère a été construit au XVIIIe siècle entre la nef et le transept droit (sud) de l'église ; il a été inscrit au titre des monuments historiques par arrêté du 12 juillet 1990pour ses façade et toiture. 

## Notes et références

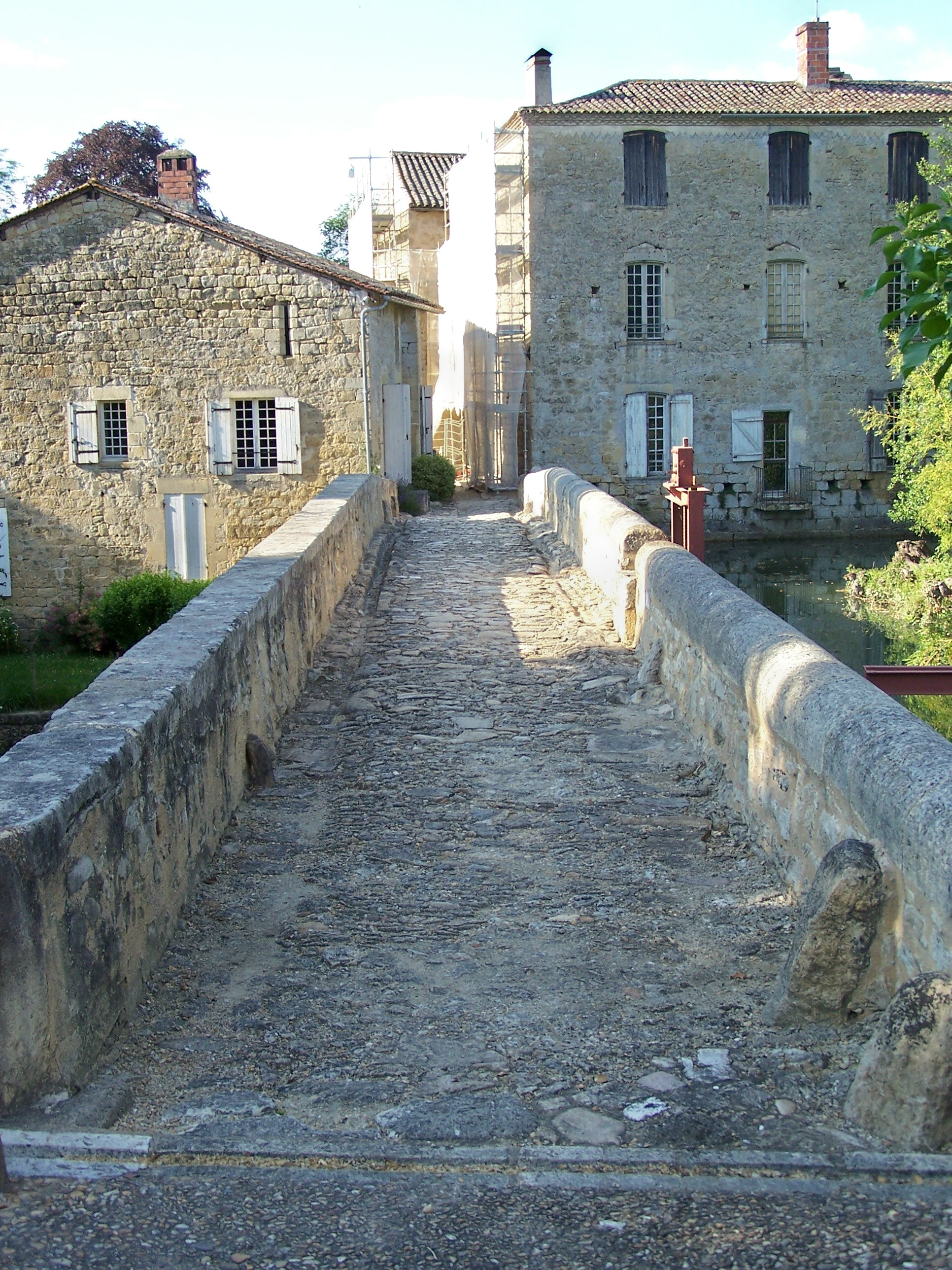
De part et d'autre du pont sur la Bassanne, moulin à gauche et presbytère à droite (juin 2009)
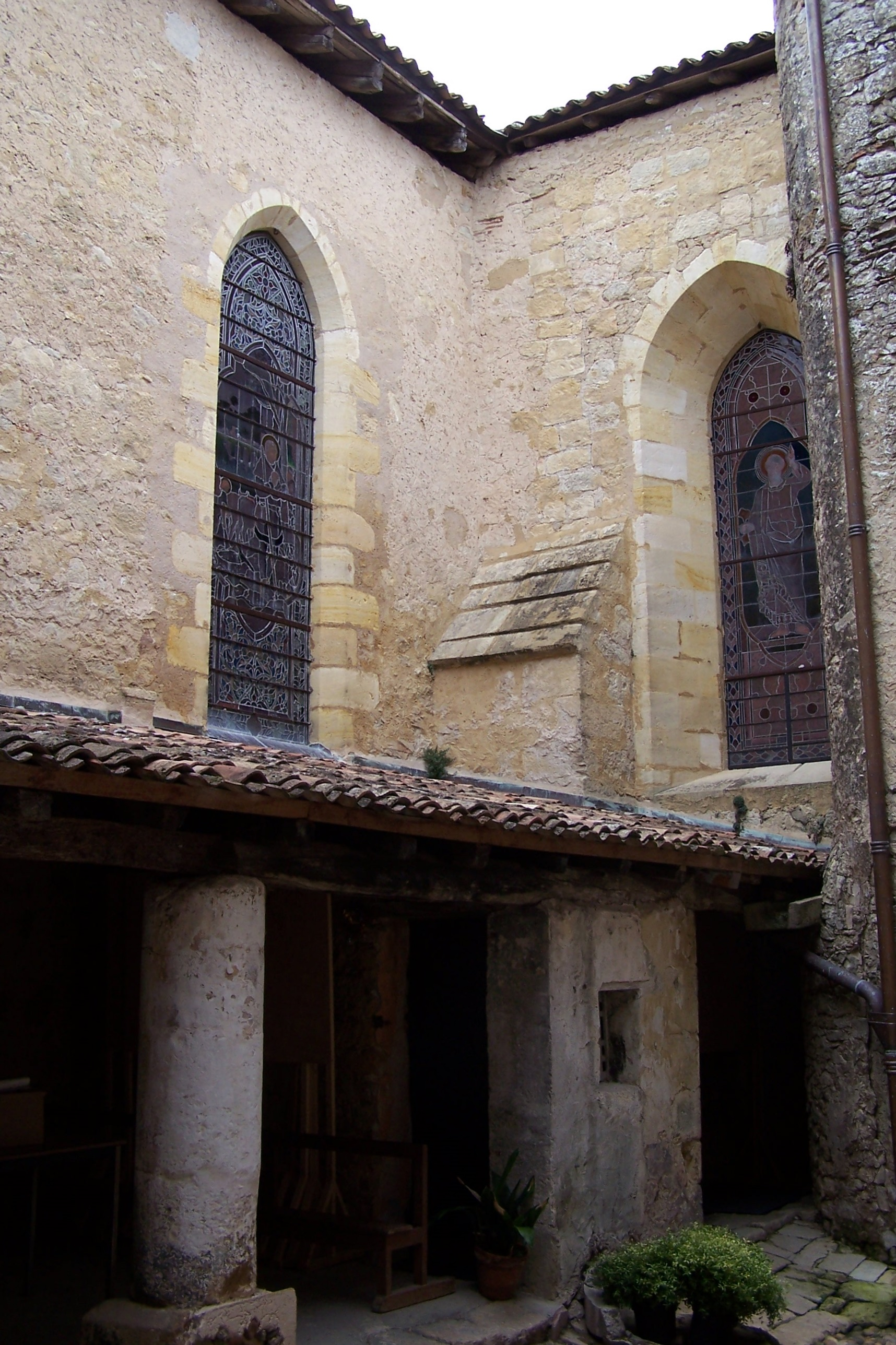
La cour intérieure du presbytère (sept. 2011)